# Andorra durant la Segona Guerra Mundial
Mentre a Espanya guanyava en Francisco Franco a la Guerra Civil i instaurava una dictadura de 40 anys, Europa s'apropava lentament a la Segona Guerra Mundial. Els tres episodis junts foren traumàtics per al país. Andorra vivia entre un bisbe franquista, un veguer francès pro-nazi, una França mig envaïda, una Espanya franquista, amb andorrans membres de xarxes d'evasió, d'altres que mataven refugiats o d'altres que intentaven sobreviure tan neutralment com podien, amb un Consell General en pànic i finalment amb espionatges de totes bandes: britànics, francesos, espanyols, alemanys i americans. Un còctel complex i gens atractiu contràriament a allò que s'ha narrat a la popular sèrie Entre el Torb i la Gestapo, coproduïda entre Televisió de Catalunya i Andorra Televisió.
La guerra va aturar tots els projectes de represa econòmica que s'havien iniciat a l'entreguerres. L'economia andorrana patia d'ençà de l'arribada de la Revolució Industrial d'una crisi importantíssima que portava els seus nacionals a fugir del país per manca de condicions per a sobreviure-hi. La guerra, doncs, a més d'aturar els projectes va acabar per arruïnar l'economia del microestat. A causa d'això, començà a proliferar-hi el mercat negre. El contraban fou utilitzat més que mai per a sobreviure. Les anades i tornades de refugiats foren aprofitades per moltes famílies. Molts andorrans es proposaren com a passadors a canvi de diners.
El tràfic de tota mena circulà virulentament per Andorra. Políticament el país es trobà en la situació més fràgil. A França s'hi trobà una administració que no reconeixia Andorra com a Estat sobirà i per culpa d'això molt andorrans eren susceptibles d'anar-se'n a fer la guerra contra Alemanya en tant que nacionals francesos. Els andorrans que vivien a França tingueren dificultats afegides per a legalitzar-se i això era un risc evident donat que l'al·legalitat en què nedaven podia conduir-los fàcilment als camps d'extermini nazi.
El representant del copríncep francès era nazi i aprofitava les seves estades a Andorra per convidar-hi feixistes alemanys els quals portaren oficialment tretze andorrans als camps de concentració. No se sap si en foren més perquè la situació jurídica d'Andorra feia que Alemanya afegís els andorrans a les llistes espanyoles de víctimes dels camps d'extermini.
A l'altra banda, el copríncep episcopal era franquista i, per tant, seguia donant suport a les idees pancastellanistes d'Espanya, a més de ser un element col·locat a propòsit pel règim feixista espanyol amb la intenció clara i declarada d'implantar una dictadura a Andorra. A l'interior del país, però, les coses estigueren dividides. Els refugiats de la guerra civil espanyola són els qui donen el panorama.
La primera tongada fou essencialment feixista i per aquest motiu les parròquies baixes d'Andorra foren essencialment partidàries del feixisme. La segona tongada fou essencialment republicana. Per aquest motiu després de la guerra hi hagué molts iniciatives catalanistes a Andorra i de caràcter republicanes. Amb tot això es pot concloure que l'opinió pública devia estar dividida. Una divisió que sembla que no es traslladà a les institucions andorranes.
Una part de l'hemicicle andorrà devia tenir-hi caps de casa de tendència feixista. És així perquè la primera tongada de refugiats aprofità la jurisdicció andorrana per donar suport al règim feixista des de l'exterior. És així com alguns bancs donaren suport al feixisme hispànic o com el mateix director de la central hidroelèctrica de FASHA es posicionà a favor del règim franquista. Oimés, FHASA és amb Ràdio Andorra dues il·lustracions ben clares de l'opinió pública andorrana. Mentre la direcció era feixista, el personal sembla que era republicà.
Ràdio Andorra esdevingué una preocupació per a França qui volia tenir controlades les ràdios del país perquè així podia difondre la informació que li convenia, tot alterant-la i manipulant alhora la població. La presència de les ràdios dites perifèriques no fou gens acceptada per l'administració gala. De resultes, Ràdio Andorra és objecte de persecució però alhora de ressò mediàtic a tot Europa.

## Historiografia andorrana de la Segona Guerra Mundial
La Segona Guerra Mundial és un període que s'ha volgut oblidar pràcticament voluntàriament a Andorra. Els protagonistes del conflicte visqueren la guerra com un traumatisme important que justificà no parlar-ne durant molt de temps fins que les generacions següents no pogueren tornar-hi. La consciència d'aquesta realitat va aparèixer a la dècada dels 2000, tot just començar el nou segle, quan arrel d'una publicació traduïda al castellà d'unes llistes de víctimes, s'encengué la primera recerca sobre el període. Els periodistes Jorge Cebrián i Roser Porta encapçalaren la investigació. Cebrián, que treballava per compte d'Andorra Televisió, volgué realitzar un documentari sobre la Segona Guerra Mundial i Andorra. Arrel d'això es pogueren extreure informacions cabdals, fins llavors desconegudes, obtingudes als Arxius Nacionals d'Alemanys i dels Estats Units. Així doncs es pot dir que la recerca majoritària fou realitzada per Roser Porta i Jorge Cebrián. El seu llibre Andorrans als camps de concentració nazi, editat pel Govern d'Andorra i publicat l'any 2009, constitueix l'obra principal i de referència sobre la Segona Guerra Mundial a Andorra.
La investigació portada a terme per aquests dos periodistes fou ràpidament notícia a Andorra i en conseqüència començaren a publicar-se diversos articles de premsa a tots els diaris del país. A fora, L'Avenç va donar-hi un punt de vista més genèric amb el llibre de Josep Calvet, publicat al 2008, Les muntanyes de la Llibertat, el pas dels evadits pels Pirineus durant la Segona Guerra Mundial. A banda, però, altres publicacions complementàries poden ajudar fortament qualsevol tipus de recerca. És el cas del llibre del periodista Gualbert Osorio, antic locutor de Ràdio Andorra, on traça la història de l'emissora andorrana, des que s'albiraren els primers projectes fins al seu tancament definitiu i la seva transformació posterior en Ràdio i Televisió d'Andorra. El llibre, Ràdio Andorra: la història d'un mite que va fer història, publicat al 2013, fou possible gràcies al banc Crèdit Andorrà, que assumí la seva publicació. Dins de la problemàtica de la ràdio a Andorra, també es pot trobar informació en el treball de la Maria Jesús Lluelles Larrosa, Les ràdios andorranes: una qüestió de sobirania, publicat l'any 2018 a càrrec de l'Institut d'Estudis Andorrans. En aquest sentit, paga la pena la lectura de Monsenyor Ramon Iglesias Navarri, copríncep d'Andorra (1943-1969), contingut dins L'Església catalana durant el franquisme (1939-1975), de Nemesi Marquès que escrigué l'any 2005. Sobre el copríncep francès de l'època, també tenim els escrits de Francesc Badia, sota l'Abadia de Montserrat (2008), El copríncep Mons. Justí Guitart i el seu temps (1920-1945). Per acabar, encara es trobaria informació complementària a Guies, fugitius i espeis. Camins de pas per Andorra durant la Segona Guerra Mundial, de Claude Benet (Editorial Andorrana, 2009), o a La batalla del Pirineu: xarxes d'informació i d'evasió aliades al Pallars Sobirà, a l'Alt d'Urgell i Andorra durant la Segona Guerra Mundial, de Garsineu Edicions, l'any 2011 i per J. Calvet Bellera i A. Rieu-Mias.
Quant a la fi de la pena de mort no existeix cap recerca feta al seu voltant. Sí que hi ha recerques sobre les penes imposades pel Tribunal de Corts durant l'Edat Moderna, però, en canvi, no hi ha cap mena de recerca sobre la pena de mort al segle xix o XX. Això no vol dir que no existeixi documentació. Simplement no s'ha explotat. Sabem, a través d'articles de premsa, de fotografies conservades a l'Arxiu Nacional d'Andorra i per periodistes com l'Alfred Segalàs (Històries de la nostra història, 2+1 editors, 2012) que la pena de mort era vigent a Andorra fins a la Constitució del 1994. També, que després de la Segona Guerra Mundial, deixa de practicar-se, malgrat que es menté en vigència. Existeixen articles de premsa estrangera que parlen de la pena de mort a Andorra al segle xx. I, gràcies a la publicació i donació de fotografies d'època, també se sap que les sentències eren executades en públic, normalment a la manera en com es descriu al Manual Digest i havent-hi prohibit qualsevol tipus d'aparells fotogràfics. Les fotos de què disposa l'Arxiu Nacional foren preses d'amagat.

## Les institucions

### El Consell General davant la guerra
El Consell General es va comportar davant la guerra com un agent controlador, a vegades exageradament. Deia fer-ho perquè volia estabilitat al país i evitar que entre la població hi hagués delinqüents o assassins. Amb aquesta fi va ordenar als comuns la presentació de registres de població. A través dels “fulls de racionament” va intentar controlar els il·legals, ja que el full només s'atorgava a gent registrada. El control fou exagerat en el sentit que va incidir en els casaments, negocis i patrimoni adquirit a Andorra pels estrangers. Moltes famílies andorranes, però, van despreocupar-se dels controls i amagaven refugiats a casa seva. El parlament també va reestructurar la policia andorrana. Per estar-se al país calia tenir una targeta de residència que s'obtenia després d'haver provat que s'estava en plena legalitat amb el país d'origen. Quan França és de ser envaïda, Pétain rep moltes cartes del Consell General. Per al parlament calia garantir la inviolabilitat de les fronteres. Els propis francesos residents al país van preparar d'amagat el viatge de la delegació andorrana que s'havia d'encarregar de portar la quèstia al copríncep. Pétain va prometre mitjançant una carta que Andorra no passaria fam.
 

### Entre un veguer nazi i un bisbe franquista
L'acció dels representants dels coprínceps fou la pròpia de delegacions favorables al feixisme. Acostumaven a expulsar els estrangers del país i el Consell General, tal com l'expressa el mateix síndic de l'època, es veia impotent davant d'aquestes actuacions.
| «            | Andorra viu allunyada dels conflictes violents i sagnants que dissortadament sofreixen altres pobles germans; el nostre terrer? No és extens i, davant la nostra insignificança, impotents som per posar-hi el més petit remei material, per tant, hem d'aconsolar-nos amb el testimoni de la nostra bona voluntat i implorar amb fervor que Déu i a la nostra mare Meritxell, Patrona de les Valls, que tots els sers humans que han estat arrossegats a aquesta terrible guerra per una llastimosa i funesta fatalitat, puguin recuperar ben aviat llur consol perdut. Tanmateix, pregant-li que continuï defensant les nostres terres amb el seu sagrat mantell | » |
| — Porta 2009 | |   |

En morir el bisbe Justí Guirtat, que va servir el bàndol franquista durant la guerra civil espanyola, el país va estar-se dos anys sense copríncep episcopal. L'any 1943 el nou copríncep, Ramon Iglesias Navarri, franquista i molt proper a la dictadura, va visitar Andorra per jurar el seu càrrec. La visita va ser molt tensa perquè el veguer francès s'hi va presentar sense permís. És a dir, l'any 1940 s'escull a Emile Lasmartes com a veguer del copríncep francès. Lasmartes era nazi i les relacions amb els habitants no sempre van ser bones. Hi havia andorrans que el qualificaven de violent, agressiu i d'utilitzar el poder que tenia per abusar. Per exemple, l'any 1942 quan els síndics i el secretari general del Consell General es preparaven per viatjar a Perpinyà per rebre el nou delegat francès del copríncep, Lasmartes va decidir ordenar als gendarmes la confiscació dels passaports de les autoritats al Pas de la Casa. Aquest fet va provocar la ruptura total i absoluta de les relacions diplomàtiques entre els veguers i parlament. Feia contraban i convidava els seus amics nazis a fer passejades i sopars per Andorra. El poble l'odiava, segons varen constatar la Roser Portar i en Jorge Cebirán, tot i que hi tenia amics. Aquests el van avisar, un cop acabada la guerra, perquè fugís a Espanya. Lamastres va ser el responsable de l'intent d'invasió d'Andorra pels nazis. Ràdio Andorra, els telègrafs instal·lats al país i la frontera mateixa era eines per fer passar informació lliure. Els alemanys van donar un ultimàtum al país. Lamastre hi estava implicat. S'obligava el tancament de la frontera i del telègraf si Andorra no volia ser envaïda pels nazis. Andorra va cedir, llavors, les amenaces o l'intent de bloqueig s'intentà per la vida de FHASA. Miquel Mateu, responsable de la centra i pro-franquista, va fer intervenir el bisbe perquè això no passés.

### La intervenció de la gendarmeria
L'any 1944 després d'un discurs extraordinari en què el síndic evoca casos de raptes a Andorra, un destacament de guàrdies civils i gendarmes francesos entren al país. S'hi van quedar fins al 1945 tot i que el Consell General va demanar que es retiressin. El parlament volia fer front a la situació tot sol. No ho van fer i es van quedar fins al final de la guerra. Controlaven a tothom, tot havia de passar sota vigilància seva. Un cop més aquesta intervenció serà interpretada com una ingerència per part de la població del país.

## Adeu al sufragi universal masculí

Bandera de l'Alemanya nazi.

El gir a la dreta provocat per la guerra va fer que aquelles fites difícils d'aconseguir fossin revocades, fent un pas enrere gegant en concessions de caràcter molt importants. Així, el sufragi universal masculí es va veure suspès. Altres aspectes importants, com ara la llibertat d'expressió també es van veure tocats. La gent tenia por de parlar obertament sobre la guerra o sobre el franquisme. Els bars reflectien perfectament aquesta situació. El país estava representat per un bisbe franquista i un veguer nazi. A més, el Consell General es comportava com un agent controlador. És d'entendre doncs que la gent tingués por de parlar de qualsevol tema dit complicat perquè podia comportar l'expulsió del país. El destí posterior era desconegut. On anar a parar, a la França nazi o a l'Espanya feixista? Així i tot, hi va haver bars que es van transformar en bastions de militància republicana, com ara l'Hotel Mirador. Els seus propietaris eren republicans refugiats i allà mateix es podia parlar amb certa obertura d'allò que no es parlava en altres bars del país.
 

## El mercat negre
La guerra va provocar misèria. El país era massa nombrós perquè el patró recursos-habitants permetés alimentar a tothom. Andorra estava obligada a importar, però a França no hi havia aliment, a Espanya tampoc. La frontera franco-andorrana patia regularment de talls, sigui per la neu o per raons ideològiques. La manca d'aliment va fer que el contraban explotés. El Consell General distribuïa “fulls de racionament” perquè la gent pogués proveir-se de matèries primeres. Però com que aquests només es donaven als legalment establerts al país, es va crear un mercat negre en paral·lel. El contraban va fer arribar il·legalment matèries primeres i altres productes que després es distribuïen d'amagatotis.
 

## Les Xarxes d'Evasió
Amb la guerra es van crear xarxes d'evasió que ajudaven les víctimes jueves, entre d'altres, a marxar d'Europa o a refugiar-se en països aïllats. Andorra en va acollir unes quantes. El mateix pare de l'antic cap de Govern d'Andorra, Marc Forné, era membre d'una xarxa d'evasió i també militant del Partit Obrer d'Unificació Marxista de Catalunya. Això va fer que els alemanys es posessin a controlar els paquetaires que passaven per la frontera franco-andorrana després de la invasió de França. Verificaven que no amaguessin res. D'aquest control fronterer van passar ràpidament a les intrusions amb la Gestapo. Els mateixos nazis van col·locar una bandera seva, amb el consentiment del veguer francès, a la frontera franco-andorrana del Pas de la Casa. El veguer Lasmartres acostumava a denunciar els llocs per on passaven les xarxes d'evasió. Aturava i entregava als nazis tots aquells francesos que intentaven salvar-se de la guerra per la frontera andorrana.
 

## Andorra, escenari de matança jueva
La política de matança a escala industrial de persones jueves per part del govern nazi també va tenir repercussions a Andorra. Relats d'època garanteixen que els nazis penetraven a Andorra i aprofitaven l'avinentesa per emportar-se enemics del règim, la qual cosa fa suposar en denúncies de jueus amagats al país. A més dels relats, es té constància d'altra documentació, com ara premsa estrangera.
El 14 de juliol del 1977, per exemple, apareixia a la premsa espanyola el titular següent: Les muntanyes de la mort, matança de jueus a la frontera espanyola. El reporter, una revista espanyola, informava que a Andorra s'havien matat jueus durant la guerra enterrant-los en pous. Diversos historiadors del país, nogensmenys, han descartat que la informació sigui certa. Però malgrat això, altres fonts confirmen que sí que s'hi va matar gent, però no exclusivament jueus. Relats d'època constaten que algunes famílies explotaven refugiats, d'altres els ajudaven per interès econòmic i d'altres que es prestaren a salvar gent per humanitat. Dels que ho feien per interessos econòmics, n'hi havia que mataven si després de passar-los no tenien diners per pagar. Un dels pocs casos personals i coneguts que permetin teixir una recuperació de memòria històrica explícita fou recollit la premsa andorrana l'any 2015: el de Carla Kimhi. Després de pràcticament 70 anys de l'Holocaust, Kimhi tornà al país i donà a conèixer el seu cas sobre com les autoritats andorranes l'havien ajudat a fugir de la persecució nazi.

### Els andorrans desapareguts i assassinats
Els andorrans que residien a França eren objecte de rapte pel feixisme alemany. El Consell General va enviar de seguida que va esclatar la guerra una carta a la delegació del copríncep de Perpinyà per demanar-li que, si us plau, tot al·legant els privilegis del país, cap andorrà marxés a la guerra. Però n'hi va haver que van ser enviats als camps de concentració i treball nazis. Concretament tretze. Segurament n'hi va haver més, però la manca de documentació i el fet que els noms dels deportats estiguessin barrejats a les llistes espanyoles, impedeix saber si n'hi va haver més. Però la lògica fa pensar que sí.
Per respecte a allò que van patir i pel dret a no oblidar el que fou el genocidi perpetrat pels nazis, se situen a continuació els seus noms:
- Miquel Adellach Torres (Llorts)
- Anton Vidal Felipó (Prats)
- Anton Pons (Blagnac, França i nacionalitzat andorrà)
- Bonaventura Casal Farràs (Canillo)
- Francesc Mora Calvet (Sispony)
- Bonaventura Bonfill Torres (Canillo)
- Francesc Vidal (la Margineda)
- Josep Calvó (Prats)
- Josep Franch (Canillo)
- Pere Mandicó Vidal (Prats)
- Càndid Rossell (Andorra la Vella)
- Antoni Puigdellivol Argelich (la Seu d'Urgell, Catalunya i nacionalitzat andorrà)
- Josep Gelabert (Andorra la Vella)

Dels andorrans que se'n van anar a viure a França a la dècada dels 1940, n'hi va haver que van marxar a lluitar amb la resistència o a l'exèrcit francès. D'altres es van sumar als nazis. Quant a l'estatut dels andorrans residents a França, la burocràcia només els complicava la vida. França no volia reconèixer Andorra com un estat nació independent i, per tant, el document d'identitat andorrà havia d'estar tutelat. Aquells que no aconseguien que l'administració els reglés la paperassa tenien més punts de ser deportats. Dels espanyols o catalans que arribaven d'Espanya a Andorra, si no anaven ben documentats, és a dir, en legalitat amb el país d'origen, un cop expulsats d'Andorra, tenien moltes probabilitats de ser enviats a camps de concentració a França.

## L'abolició de la pena capital
El 18 d'octubre de 1943 es produeix l'execució per afusellament d'en Gastó, l'última en terres de les Valls d'un condemnat a mort. La duresa del cerimonial andorrà aplicat en cas de pena de mort, original del segle xvii, va colpir molt la població, cosa que probablement va influir en l'abolició de la pena capital. Altres recerques afirmen que aquest cerimonial va ser derogat el 1854. Aleshores a Andorra no hi havia advocat defensor i cometre alguna il·legalitat podia ser decisòria. Fins i tot, un dels policies que havien d'afusellar-lo s'hi va negar. La lectura del veredicte va ser pública. "Un funest espectacle" es pot llegir al Diari d'Andorra, l'11 de juny del 2011. "L'afusellament", segons el diari, "que va posar fi a la vida del Gastó gairebé també va tenir la mateixa repercussió. Tràgica. Pere Areny Aleix -aquest és el nom i cognoms que va donar el periodista Jorge Cebrián al darrer executat al Principat tot just ara fa tres anys- havia matat el seu germà. O, almenys, se'l va acusar d'aquell assassinat. Va ser una macabra notícia a Canillo en el marc d'una pugna per l'herència. Areny és la darrera persona que va rebre la pena de mort. Només es va salvar del garrot vil. Un escamot de la policia es va encarregar de fer complir la sentència. La lectura va ser el 18 d'octubre del 1943, davant la casa Guillemó. A la plaça. Una munió de persones la va omplir de gom a gom. Qui més qui menys volia sentir el que creia que se sentiria. El que de fet el tribunal va acabar pronunciant. Hi havia silenci. Sepulcral. L'ambient s'hauria pogut tallar amb un ganivet. Però la tensió era més que evident. Per sort i per desgràcia seria el darrer cop." S'ha de remarcar, a banda d'aquesta abolició, que el país mai més la va practicar però legalment encara era vigent. Només va ser abolida oficialment l'any 1993 amb l'aprovació de la Constitució que en el seu article 8 diu literalment: "es prohibeix la pena de mort". A aquest article s'hi afegeix la ratificació del protocal addicional número 6 de la Convenció per a la Salvaguarda dels Drets Humans i de les Llibertats Fonamentals relatiu a l'abolició de la pena de mort.

## Ràdio Andorra, suposat aparell propagandístic

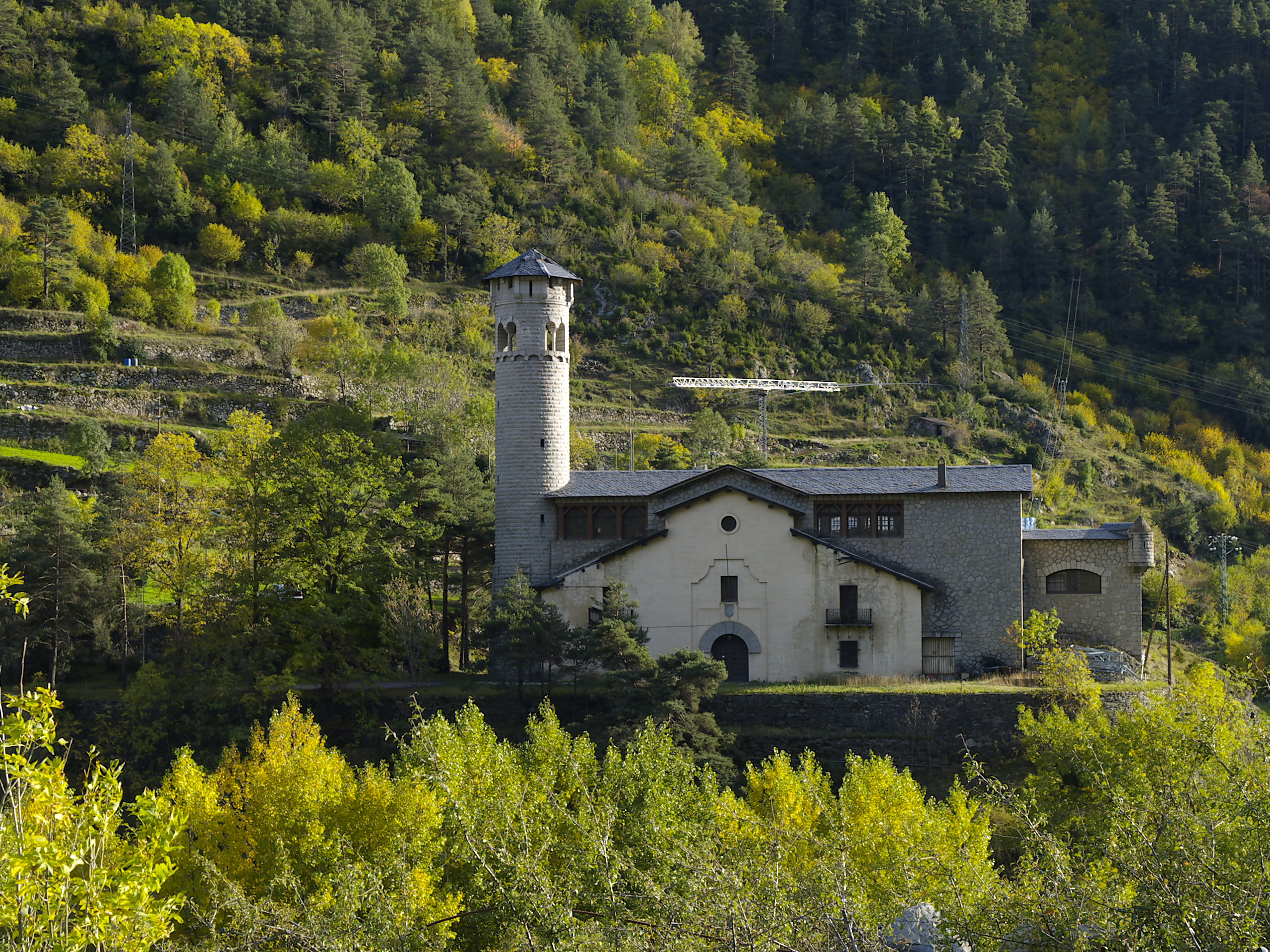
Instal·lacions de Ràdio Andorra a Encamp, en vies d'esdevenir Museu de la Ràdio.

Amb l'arribada de l'electricitat a Andorra es va instal·lar al país un nou mode d'entreteniment que era totalment insòlit no només per al país sinó també per a la resta de nacions d'Europa. Ràdio Andorra va néixer durant la Segona Guerra Mundial en reacció a la censura francesa. Mentre Hitler avançava en el seu “espai vital”, els governs espanyol i francès intentaven controlar a tot preu la radiodifusió. El govern franquista, el govern de república i posteriorment el de Vichy es van adonar ràpidament que la ràdio era una arma informativa. Arribava a tot arreu sense fer diferències. Davant d'una societat encara analfabeta, la ràdio esdevenia una arma per aquells que volien manipular la població o informar simplement. Així, el 1933 Ràdio Luxemburg es transformava en la ràdio més important d'Europa i model d'imitació. Ciutadans francesos aprofiten l'estatut de Mònaco i d'Andorra per instal·lar-hi ràdios que emetessin cap a França, és a dir, miraren de sobrepassar les prohibicions estatals emetent des d'altres jurisdiccions, imitant el model luxemburguès. A l'Estat francès es considerà aquestes ràdios de "perifèriques" perquè en tot moment París se sent metròpoli i les jurisdiccions andorrana i monegasca, un protectorat francès.

El govern francès va intentar prohibir la creació de Ràdio Andorra, sense gaire èxit. El país gal es trobava dividit entre aquells que apostaven per ràdios lliures i els qui creien que calia mantenir-ne el monopoli. Això explica que hi hagués autoritats franceses en la inauguració, tot i que França mira de limitar des de l'inici i, pràcticament a tot preu, com s'acabarà demostrant, l'expansió de la freqüència andorrana. El projecte de Ràdio Andorra comença vers el 1935 quan Bonaventura Vila Ribes rep la concessió per part del Consell General per construir una ràdio al país. L'objectiu del Consell General era aprofitar el llançament de FHASA per fer venir inversions estrangeres, que després fossin un atractiu per fer venir turistes i fer revifar l'economia andorrana. El primer director de Ràdio Andorra fou Jacques Trémoulet. Acusat posteriorment a França d'haver col·laborat amb el nazisme, la manera en com va arribar dirigir Ràdio Andorra és confusa. Hi ha dues versions al respecte. Tanmateix, fos quina fos, l'objectiu de Trémoulet i el soci Bonaventura era instal·lar ràdios allà on el govern francès no les pogués controlar. Trémoulet veu Andorra una molt bona opció després que Alemamya envaeixi França. Les seves ràdios a Bèlgica quedaren sota control nazi i Trémoulet volia evitar la mateixa experiència amb les ràdios al sud de França. Precisament, tenint ja muntada Ràdio Monte Carlo (RMC), els alemanys li exigeixen que utilitzi Ràdio Andorra com un radiofar per les maniobres nazis a la Mediterrània. Conscient que si ho fa perilla el seu projecte de crear ràdios fora de les mans de l'Estat, decideix fer passar el director de la ràdio andorrana per un ciutadà andorrà, la qual cosa va permetre que RMC fos més idònia pels seus plans.

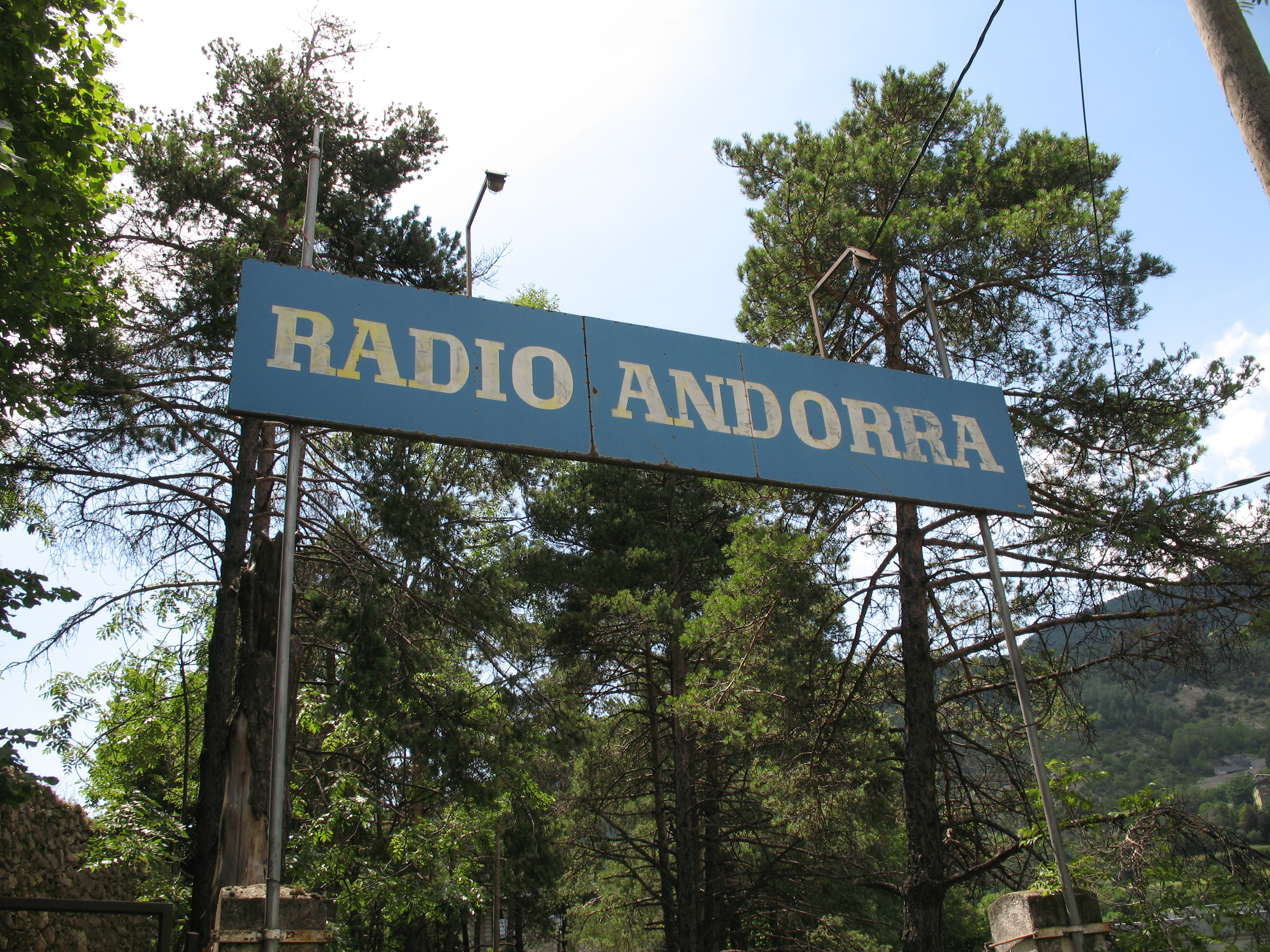
Entrada a les instal·lacions de Ràdio Andorra.

L'Oficina de Serveis Estratègics del govern dels EUA elaborava diversos informes en què s'hi podia llegir, per exemple, que un cop oberta Ràdio Andorra el grup editorial nazi Deutscher Verlag de Berlín es va mostrar interessat en les tarifes publicitàries i horàries de Ràdio Andorra en vista d'emetre-hi informació bilingüe. Un informe americà enviat a l'ambaixada parisenca dona extensos detalls sobre Trémoulet i l'estructura de Ràdio Andorra dient que Trémoulet va aconseguir el Govern de Vichy com a client principal, cosa que es va traduir en la difusió de butlletins informatius. De fet, s'hi explica també que el mateix Trémoulet havia ofert les seves ràdios als alemanys nazis. Existeix un correu alemany enviat a l'ambaixada de Madrid on els nazis van pagar unes 200 000 pessetes suposadament a Ràdio Andorra. Aquest correu és el que permetrà posteriorment aixecar sospites sobre Trémoulet i acusar-lo de fer de Ràdio Andorra un aparell feixista. No obstant això, com que el destinatari no està ben especificat el correu mai serà autentificat pels tribunals després de la guerra. En acabar-se la guerra, efectivament, la Cort de Justícia de Tolosa el condemna a mort en rebel·lia i a la confiscació de tots els seus béns a França. De seguida, Trémoulet fuig cap a l'Espanya franquista. Allà entra en contacte amb el cercle familiar del dictador, Francisco Franco, mitjançant el qual aconsegueix conservar Ràdio Andorra. Cal dir, però, que altres recerques fetes sobre Ràdio Andorra garanteixen que la ràdio es va mantenir neutral en tot moment i mai va fer propaganda. Tot i això, no deixa de ser del tot clar i, a més, resulta si més no dubtós afirmar que Ràdio Andorra va ser neutral en tot moment en context de guerra, quan els països oficialment neutrals, en realitat mai ho foren. Suècia ajudà el feixisme alemany a atracar en territori illenc, Luxemburg mai es comportà realment així i Espanya permeté les operacions del Guernica. Sigui per les complicades relacions d'Andorra amb els països veïns, com sobretot després de la guerra, quan el franquisme aconsegueix col·locar gent vitalícia a la sindicatura andorrana, és dubtós que una ràdio privada i de mida relativament petita, sigui capaç d'ésser del tot neutral. En darrer lloc caldria considerar que l'administració francesa es va arribar a queixar de Ràdio Andorra per no emetre la mateixa quantitat d'hores que en castellà. Tenint en compte que Trémoulet aconsegueix mantenir la ràdio gràcies al franquisme, no deixa de ser controvertit dir que Andorra mantingué la neutralitat quan el govern hispànic volia a tot preu que les ràdios estiguessin sota control seu per emetre així propaganda explícita o implícita. La lògica pot fer pensar justament que mantenir la ràdio sota protecció franquista es fa a canvi d'emetre propaganda encara que implícita.

## Filmografia
- Produït per Televisió d'Andorra. Lluitant per la vida, 2009.